# Thecla inornata
Thecla inornata är en fjärilsart som beskrevs av Percy I. Lathy 1936. Thecla inornata ingår i släktet Thecla och familjen juvelvingar. Inga underarter finns listade i Catalogue of Life.